# 爱兰·黛丽
爱丽丝·爱兰·黛丽女爵士 GBE（Dame Alice Ellen Terry 1847年2月27日—1928年7月21日），常称爱兰·黛丽，或译爱伦·泰瑞、艾伦·特里，是一名英国女演员。
她出生于一个演艺世家，从小就在英国登台演出。16随时，她嫁给了46岁的艺术家乔治·弗雷德里克·瓦茨，但不满一年就离婚了，后来又嫁给建筑师爱德华·威廉·戈德温。她在1878年加入亨利·欧文的公司，并成为台柱，之后的二十年间风靡英国的莎士比亚戏剧界。
1903年，她开始自己经营伦敦帝国剧院（Imperial Theatre），主要演出乔治·伯纳德·肖和易卜生的作品，但剧院经济效益不好，最后还是靠巡演和讲座为生。1916年，她出演了人生中第一部电影《Her Greatest Performance》，踏入电影界，直到1920年才退出娱乐圈。